# Mladá tvorba
A Mladá tvorba (Fiatal munka) egy szlovákiai fiatal generációs irodalmi folyóirat volt 1956 és 1970 között, a Szlovák Írók Szövetsége adta ki. Eredetileg havi magazin volt, 1966-tól évente csak tíz kiadvány jelent meg. A főszerkesztők: Milan Ferko (1956–1960), Pavel Koyš (1960–1961), Miroslav Válek (1962–1966), Peter Hrivnák (1966–1967) és Ján Buzássy (1967–1970).
A magazint 1956-ban alapították, a kialakítását fokozatosan több szerző készítette el, a kiadványokat gyakran együttműködésben hozták létre. A közreműködőkből számos fiatal szerzői csoport jött létre, például „1956-os generációnak” vagy a „fiatal alkotók generációjának” nevezett prózaírók csoportja, a továbbiakban: nagyszombati művészek és mások csoportja. A magazin 1970-ben jelent meg utoljára a prágai tavasz eredményeinek felszámolása miatt.

## Fordítás
- Ez a szócikk részben vagy egészben  a   Mladá tvorba című szlovák Wikipédia-szócikk ezen változatának fordításán alapul.  Az eredeti cikk szerkesztőit annak laptörténete sorolja fel. Ez a jelzés csupán a megfogalmazás eredetét és a szerzői jogokat jelzi, nem szolgál a cikkben szereplő információk forrásmegjelöléseként.